# Coulombiers (Sarthe)
Pour les articles homonymes, voir Coulombiers.
Coulombiers est une ancienne commune française, située dans le département de la Sarthe en région Pays de la Loire, peuplée de 444 habitants (les Coulombéens).
Le 1er janvier 2019, elle fusionne avec Fresnay-sur-Sarthe (commune déléguée) et Saint-Germain-sur-Sarthe pour constituer la commune nouvelle de Fresnay-sur-Sarthe.
La commune fait partie de la province historique du Maine.

## Géographie

### Localisation
| Fyé                      |             | Rouessé-Fontaine |
| Saint-Germain-sur-Sarthe | Coulombiers | Chérancé         |
|                          | Piacé       |                  |

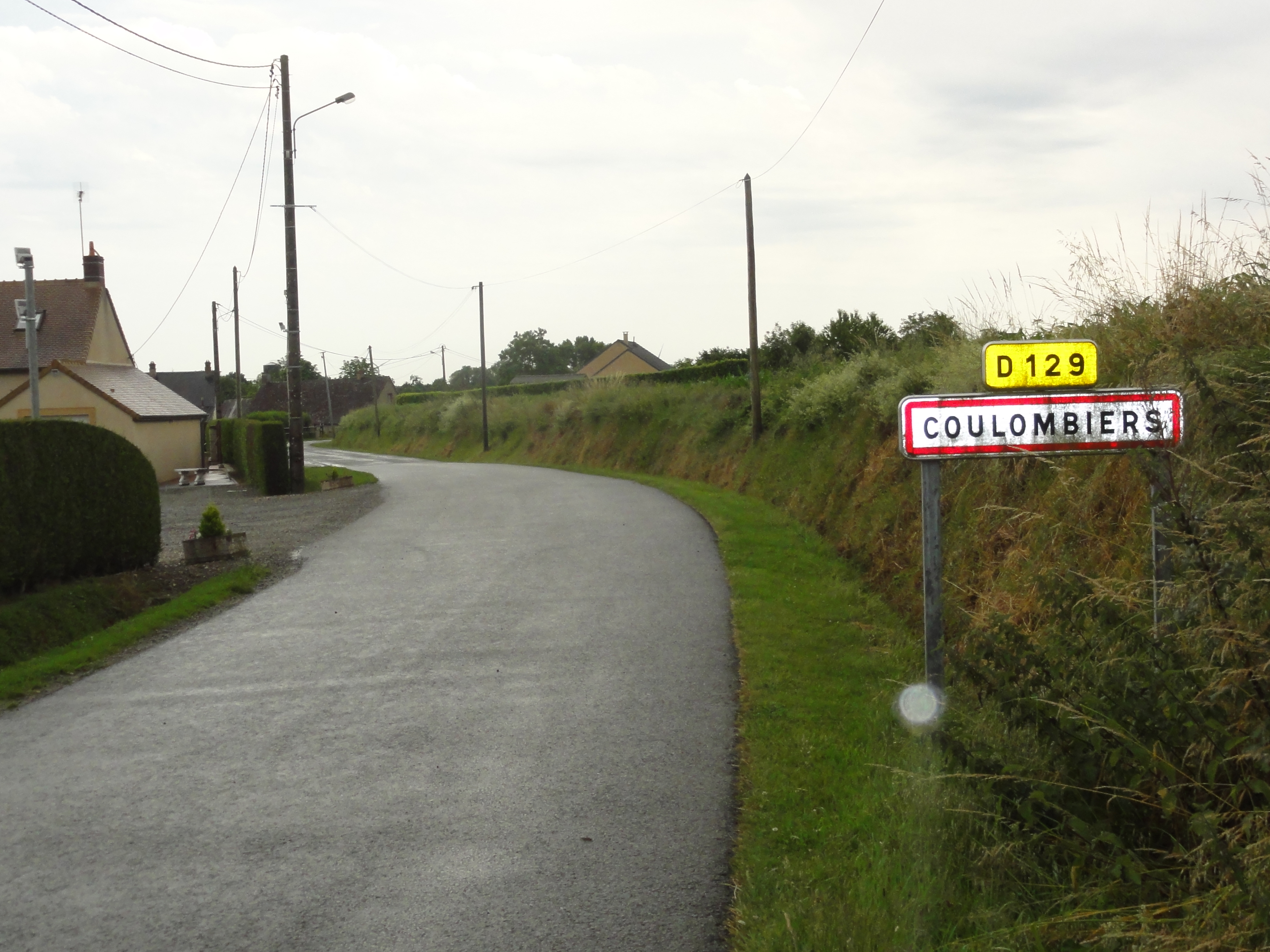
Entrée du bourg
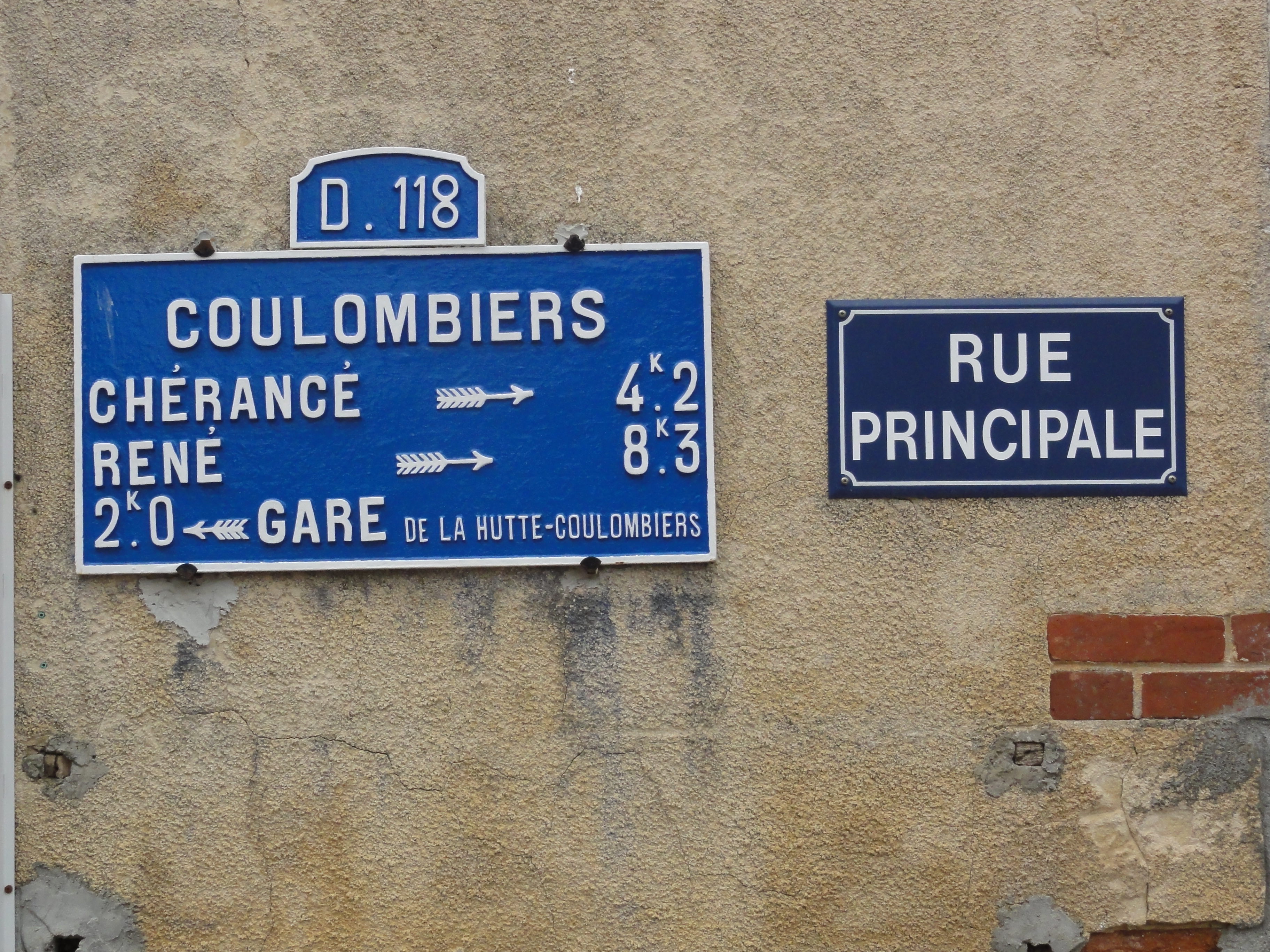
Plaque de cocher, rue principale.
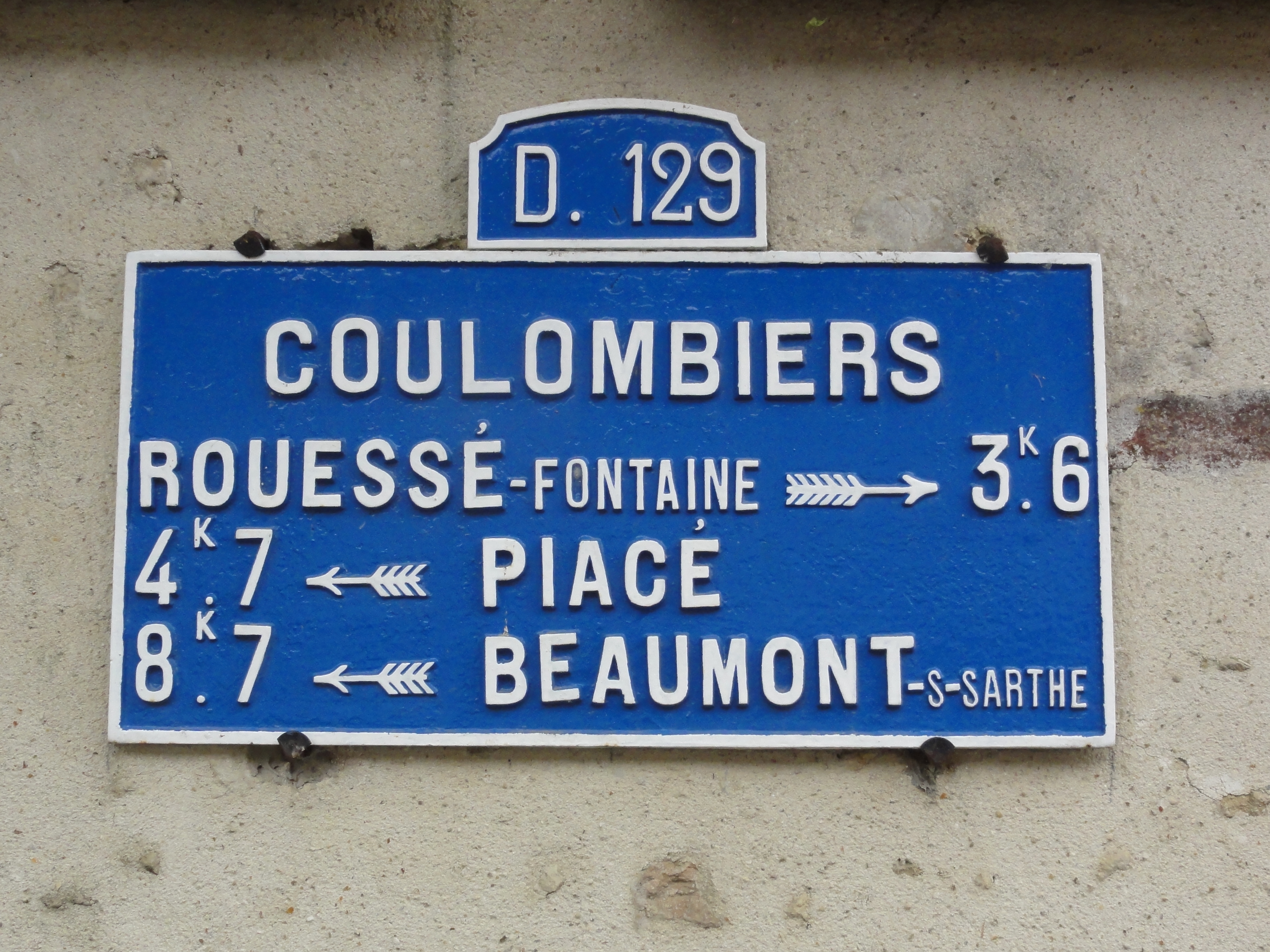
Plaque de cocher D129.
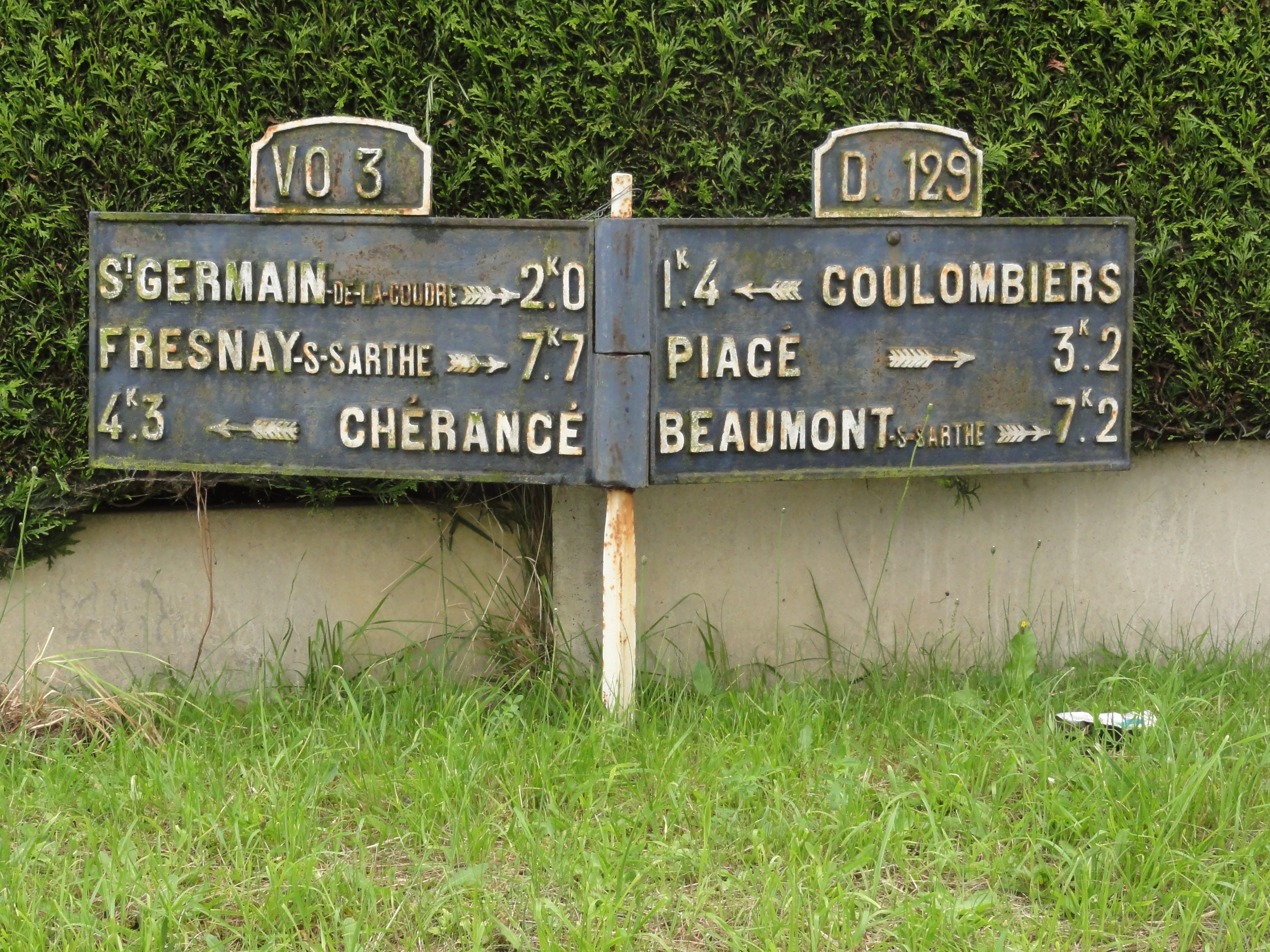
Plaques de cocher au hameau Les Perras.

### Hydrographie
La commune est traversée par un ruisseau, la Semelle.

### Voies de communication et transports
.

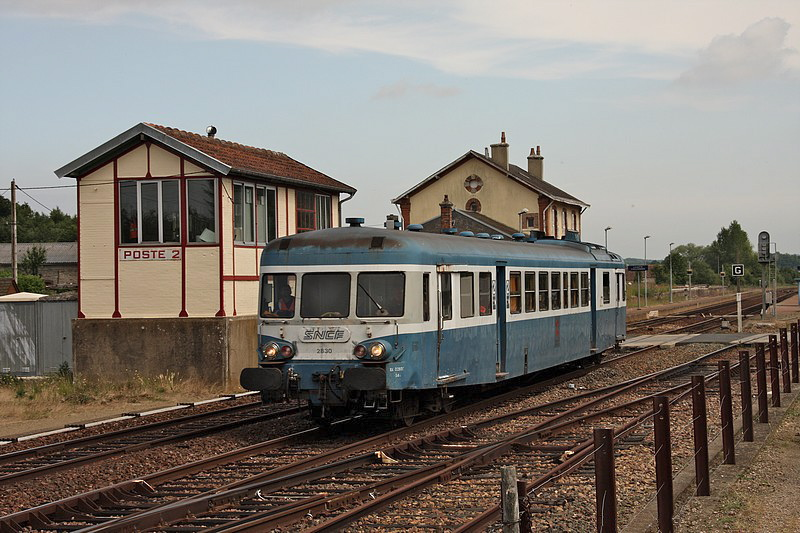
Gare de La Hutte - Coulombiers

- Gare ferroviaire de la Hutte-Coulombiers.
- Autoroute A28.

## Toponymie
Le nom est issu du latin columbarium, « pigeonnier ». Le nom du village était d'ailleurs Columberiae en 1313.

## Histoire
Le village fut libéré de l'occupation allemande par le général Leclerc. Deux monuments aux morts sont dédiés aux victimes, un à côté de l'église, l'autre, sur un petit chemin, à l'extérieur du village, à côté du rond-point de l'autoroute A28.

## Politique et administration

### Administration municipale

#### Administration actuelle
| Période      | Période                    | Identité       | Étiquette | Qualité |
| ------------ | -------------------------- | -------------- | --------- | ------- |
| janvier 2019 | En cours (au 22 juin 2020) | Claudine Menon | SE        |         |

#### Administration ancienne
| Période                                  | Période       | Identité       | Étiquette | Qualité |
| ---------------------------------------- | ------------- | -------------- | --------- | ------- |
| Les données manquantes sont à compléter. |               |                |           |         |
| juin 1995                                | décembre 2018 | Claudine Menon | SE        |         |

## Population et société

### Démographie
En 2021, la commune comptait 444 habitants. Depuis 2004, les enquêtes de recensement dans les communes de moins de 10 000 habitants ont lieu tous les cinq ans (en 2004, 2009, 2014, etc. pour Coulombiers) et les chiffres de population municipale légale des autres années sont des estimations.
| 1793 | 1800 | 1806 | 1821 | 1831  | 1836  | 1841 | 1846 | 1851 |
| ---- | ---- | ---- | ---- | ----- | ----- | ---- | ---- | ---- |
| 926  | 813  | 972  | 978  | 1 034 | 1 019 | 986  | 967  | 926  |

| 1856  | 1861 | 1866 | 1872 | 1876 | 1881 | 1886 | 1891 | 1896 |
| ----- | ---- | ---- | ---- | ---- | ---- | ---- | ---- | ---- |
| 1 028 | 970  | 976  | 852  | 860  | 833  | 805  | 745  | 712  |

| 1901 | 1906 | 1911 | 1921 | 1926 | 1931 | 1936 | 1946 | 1954 |
| ---- | ---- | ---- | ---- | ---- | ---- | ---- | ---- | ---- |
| 668  | 677  | 651  | 639  | 602  | 629  | 570  | 609  | 611  |

| 1962 | 1968 | 1975 | 1982 | 1990 | 1999 | 2004 | 2009 | 2014 |
| ---- | ---- | ---- | ---- | ---- | ---- | ---- | ---- | ---- |
| 580  | 543  | 425  | 357  | 364  | 350  | 392  | 425  | 467  |

| 2018 | - | - | - | - | - | - | - | - |
| ---- | - | - | - | - | - | - | - | - |
| 473  | - | - | - | - | - | - | - | - |

### Enseignement
La commune est en regroupement pédagogique avec les communes de Piacé et Saint-Germain-sur-Sarthe. Elle abrite une école primaire.

## Économie
- Exploitations agricoles.

## Culture locale et patrimoine

### Lieux et monuments
- Église romane Notre-Dame[9].
- Château de Moire (XVIIIe siècle).
- Moulin.
- Lavoirs, à proximité de l'église.
- Monument aux morts et monument des victimes de la libération 1944.

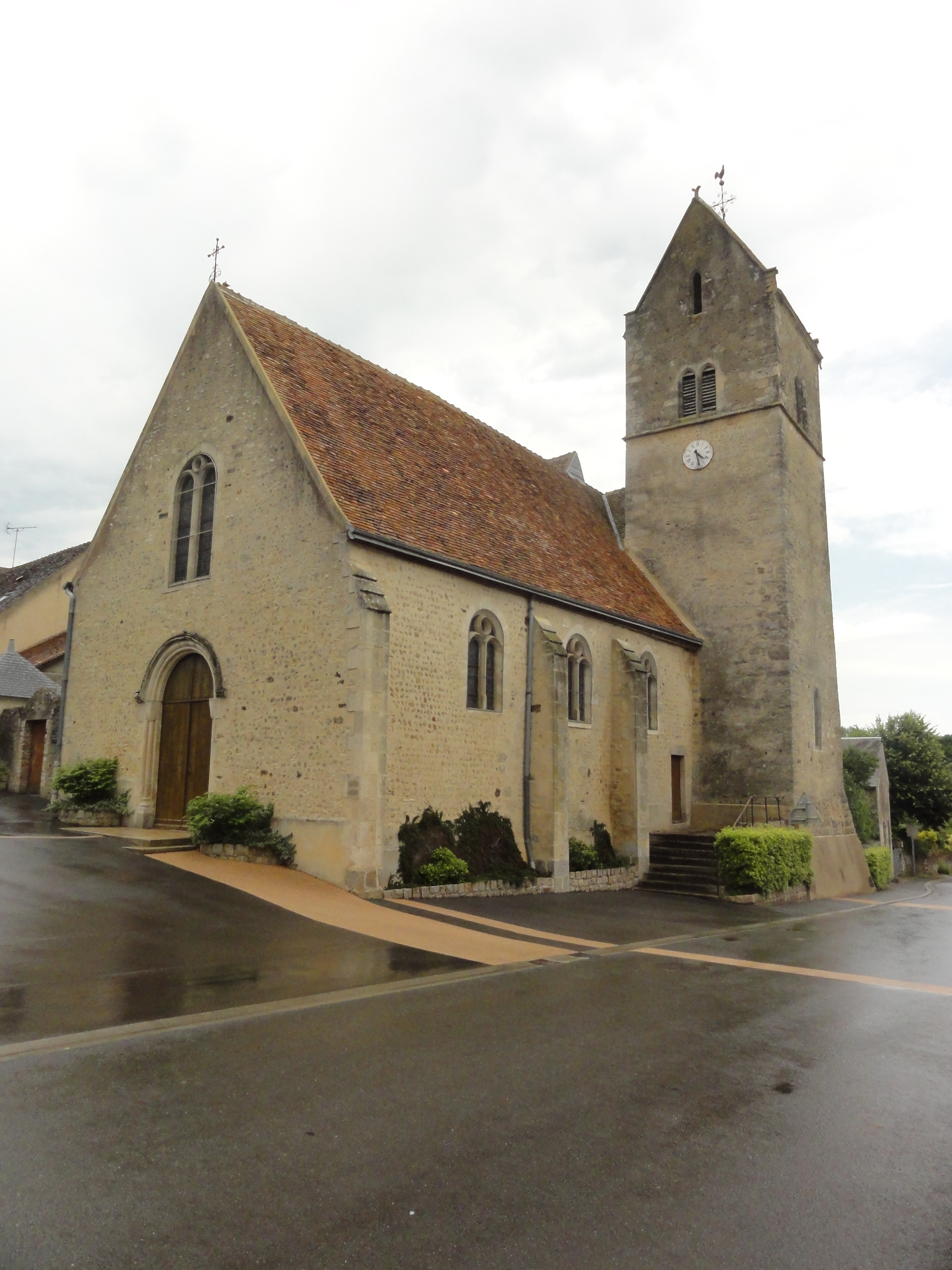
Église Notre-Dame.
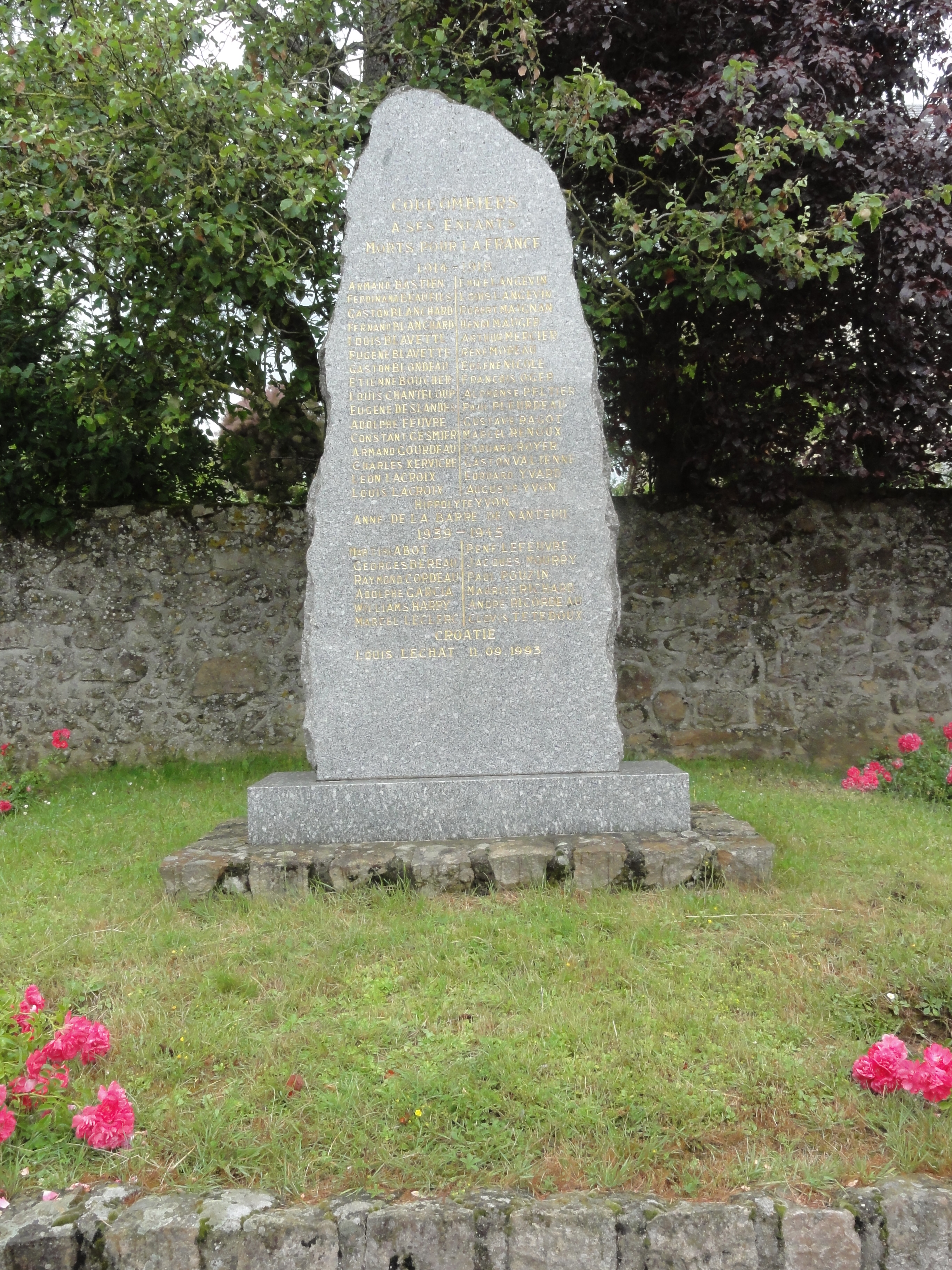
Monument aux morts.